# Lucien Greaves
Lucien Greaves també conegut pel pseudònim Douglas Mesner, és un activista social i el portaveu i cofundador del Temple satànic (The Satanic Temple).

## Biografia
Greaves va néixer a Detroit, Michigan. Va estudiar neurociència amb una especialitat en síndrome de falsa memòria i es va graduar a la Universitat Harvard.
Greaves ha parlat sobre temes del satanisme, la laïcitat i The Satanic Temple a universitats de tots els Estats Units, i ha estat un ponent destacat en conferències nacionals organitzades per ateus americans, American Humanist Association, i la Secular Student Alliance.
Greaves ha estat fonamental per a la creació del Protect Children Project, el projecte After School Satan, i diverses manifestacions polítiques i accions legals dissenyades per posar en relleu els problemes socials relacionats amb la llibertat religiosa i la separació d'església i estat.
Diu que ha rebut moltes amenaces de mort i que deliberadament no utilitza el seu nom legal per evitar amenaces a la seva família.